# Яжук Микола Петрович
Мико́ла Петро́вич Яжук — підполковник (посмертно) Збройних сил України, оперативний черговий відділення оперативних чергових, 169-й навчальний центр.

## Життєпис
2002 року закінчив Харківський інститут танкових військ.
16 листопада 2014 року поблизу Дебальцевого на блокпосту «Гостра Могила» — курган біля села Орлово-Іванівка — на фугасі підірвалась військова вантажівка «Урал»; від розриву міни загинули два офіцери зі 169-го центру «Десна», загинули Микола Яжук і майор Віталій Вашеняк (родом із Барського району), солдат Олександр Іщенко.
Похований у Мартинівці.
Без Миколи лишились мати, сестра та дружина.

## Нагороди
- Указом Президента України № 892/2014 від 27 листопада 2014 року, «за особисту мужність і героїзм, виявлені у захисті державного суверенітету та територіальної цілісності України», нагороджений орденом «За мужність» III ступеня[1].
- Указом Президента України № 270/2015 від 15 травня 2015 року, «за особисту мужність і високий професіоналізм, виявлені у захисті державного суверенітету та територіальної цілісності України, вірність військовій присязі», нагороджений орденом Богдана Хмельницького III ступеня (посмертно)[2].